# Compañía de ferrocarriles del Norte
La Compañía de ferrocarriles del Norte fue una compañía ferroviaria francesa dedicada a la explotación de la red ferroviaria del norte de Francia de 1845 a 1938. Fue creada el 20 de septiembre de 1845 por el banquero James de Rothschild y sus asociados, bajo el nombre de Compagnie du chemin de fer du Nord, para explotar la concesión estatal e las líneas de París a la frontera con Bélgica, por Lille y Valenciennes, con sus ramales anexos. Conservará el nombre de Compañía de ferrocarriles del Norte aun absorbiendo otras compañías ferroviarias del sector norte de Francia. Adquirió rápidamente una gran densidad de trazado y tráfico, y sirvió de modelo a las otras grandes compañías. Fue una de las principales compañías que compusieron la SNCF, creada en 1938.

## Historia
El 10 de septiembre de 1845, el Estado concedió la línea París-frontera belga por Lille y Valenciennes, así como los ramales hacia Dunkerque y Calais. La Compagnie du chemin de fer du nord, compañía francesa, se creó el 20 de septiembre de 1845 por el banquero James de Rothschild, Jean-Henri Hottinguer y Edward Blount, con un capital de 200 millones y 20 000 accionistas. Sin embargo, en 1847 los valores franceses representaban solo un 2,7 % de los ingresos.
Tras el crack de 1847, las acciones de la compañía fueron las que mejor resistieron la desconfianza de los inversores, a pesar de haber perdido más de la mitad de su valor. A partir de marzo de 1849, comenzó a recuperar sus niveles de 500 francos, que se fijaron en el momento de su creación en 1845.
Creada para garantizar el tráfico desde la región Norte en particular hacia las zonas mineras, Bélgica y Gran Bretaña, la primera línea conectó, desde 1846, París a Douai y Lille.

### Extensión de la red

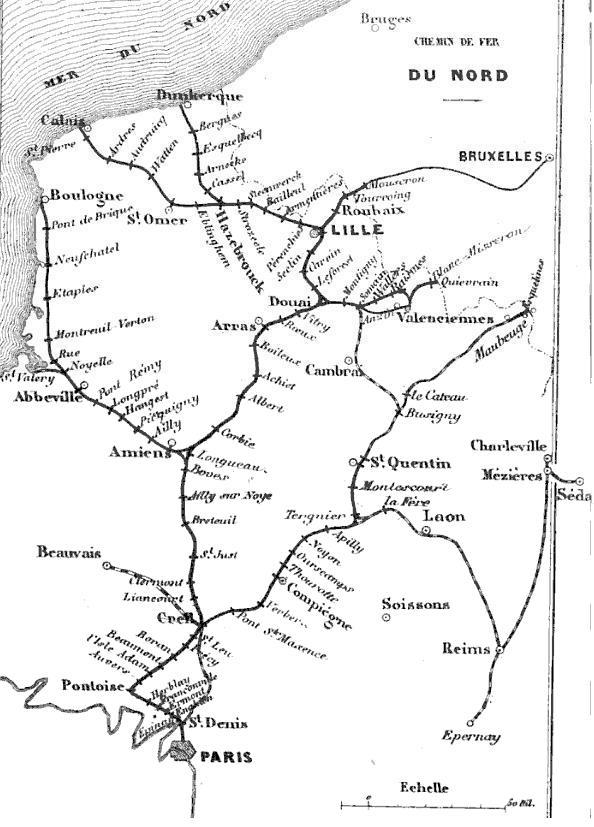
Trazado ferroviario hacia 1853.

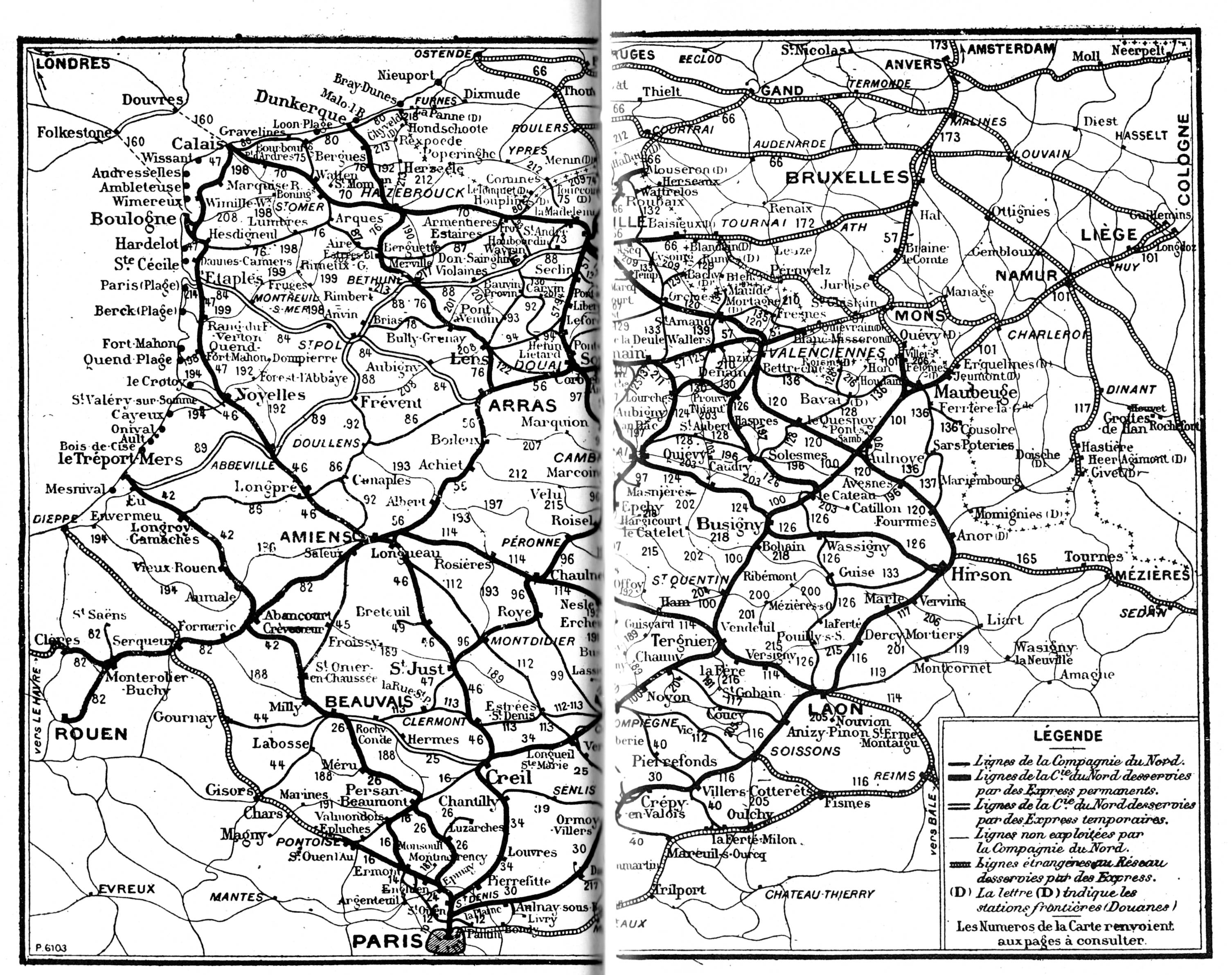
La red en 1914.

Rápidamente la red se extendió hacia Valenciennes, Amiens y Boulogne gracias a la absorción de otras compañías ya presentes en la región (Picardía y Flandes, Nord-Est, Lille a Béthune, Lille a Valenciennes, etc.):
- La Compañía del ferrocarril de Creil a Saint-Quentin, creada el 24 de abril de 1846 por los mismos accionistas, a los que se sumó M. Laffitte, presidida por Alexandre Goüin, el 1 de abril de 1847.
- La Compañía del ferrocarril de Amiens a Boulogne, creada el 29 de mayo de 1845 por M. Blount y M. Laffitte, el 19 de febrero de 1852.

Pronto, la red Norte se convirtió en una de las más densas y activas en Francia, y la compañía fue reconocida como la poseedora de una de los mejores oficinas de estudios del material.
Como sucedió con la Compañía del Este, se creó una filial en Bélgica, con el nombre de «Compañía del Norte - Belga», que explotó en especial las líneas Lieja - Namur (hoy línea 125 belga) y Namur - Dinant - Givet (hoy línea 154).
Las locomotoras de vapor de la compañía del Norte fueron, al principio, de color verde brillante con líneas rojas, y las máquinas «Compound» recibieron el famoso apodo «chocolate» con líneas amarillas. Las máquinas de servicios mixtos o de maniobras eran de color negro.

### Componente de la SNCF
En 1937, por iniciativa del gobierno, se creó la Sociedad nacional de los ferrocarriles franceses (SNCF), con Cyrille Grimpret como director general de los ferrocarriles en el ministerio de trabajos públicos. Mediante una convención con el Estado, la Compañía cede su actividad a la nueva sociedad nacional, que administra desde entonces la mayoría de las redes francesas. Esta convención tiene fecha de 31 de agosto de 1937, con la denominación Compagnie du chemin de fer du Nord y representada por M.M. el Barón Édouard de Rothschild, Presidente del Consejo de administración; y René Mayer, vicepresidente.

### La Compañía del Norte
Tras asumir la SNCF su actividad principal, la Compañía del ferrocarril del Norte se convierte en la Compañía del Norte. En asociación con la Compañía del P.O., sirve como holding al grupo Rothschild. La banca Rothschild es, pues, una filial de la Compañía del Norte.
En 1878, la banca Rothschild absorbe la Compañía del Norte y se convierte en la empresa principal del grupo.
El Banco Barclays se convertirá en propietario efectivo de los activos y archivos de la Compañía tras la compra de la Banca Rothschild.

## Material rodante

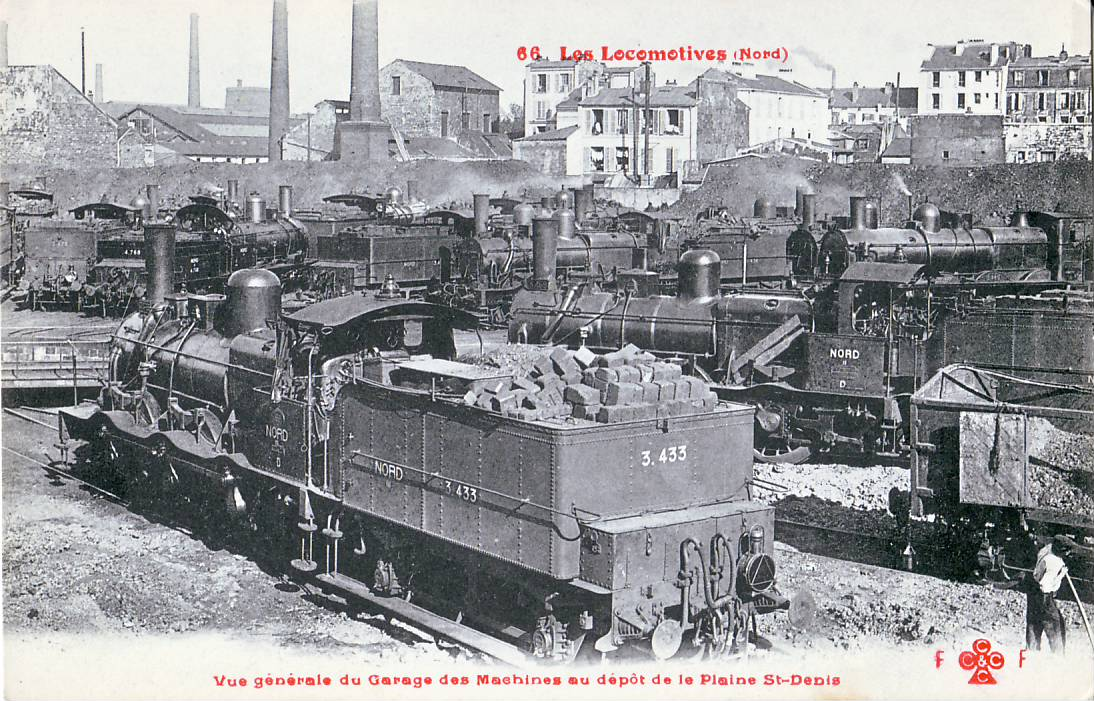
El depósito de La Plaine a principios del.

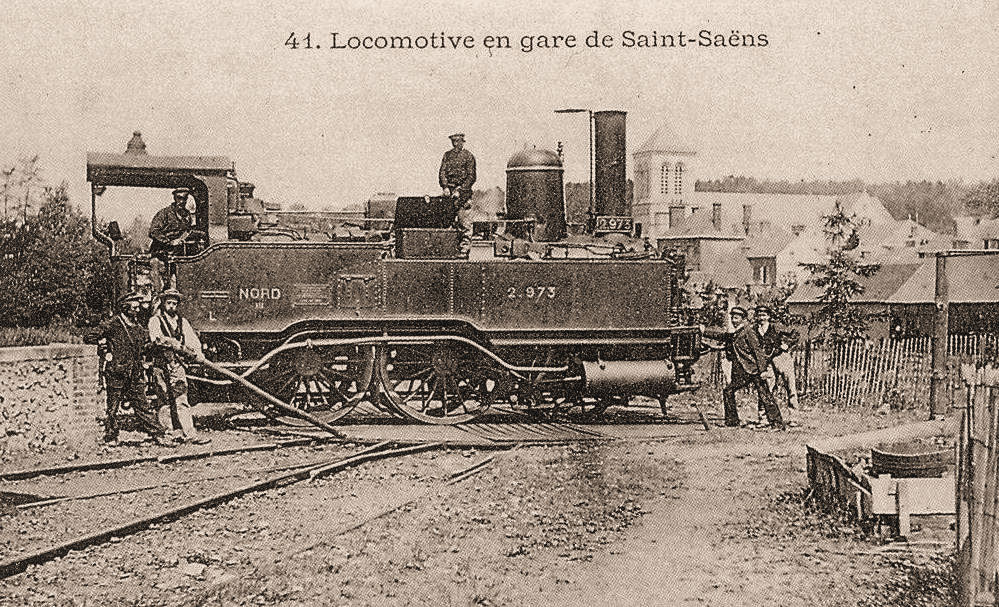
Locomotora en la estación de Saint-Saëns.

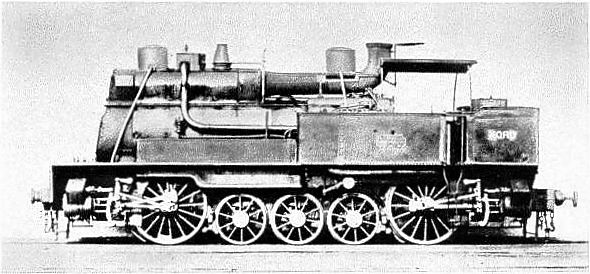
Locomotora con sistema Petiet, de 4 cilindros y 2 ejes motrices.

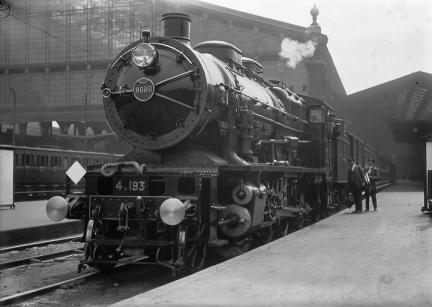
Locomotora clase 140, construida por Cail, encabezando un tren de pasajeros en la estación de París-Norte.

En los albores de la compañía, el material estaba compuesto por locomotoras despachadas al Norte y del material adquirido por medio de otras compañías, a través de las fusiones. A esto le siguió una gran cantidad de series de máquinas muy diversas.
Estas se pueden clasificar en dos categorías:
- Las locomotoras veloces para trenes de pasajeros.
- Poseían ruedas de gran diámetro y remolcaban trenes ligeros; generalmente, estas máquinas son de las clases 120 o 021.
- Las locomotoras para trenes de mercancías.
- Poseían, como mínimo, tres ejes motrices, y ruedas de pequeño diámetro; son del tipo 030.

Como sucedió con todo el parque de las grandes redes, a principios del siglo XX, las 120 se transformaron en 220 y las 030 en 040, y después en 140.

### Secciones de ferrocarril militar
Para organizar los transportes, las construcciones y las explotaciones de líneas militares, el Ministerio de Guerra cuenta con una dirección denominada Dirección de Ferrocarriles de Campaña (DCFC). El personal de la sección técnica de trabajadores del Ferrocarril de Campaña se recluta entre el personal de las redes entre los ingenieros, trabajadores y obreros al servicio de las grandes compañías y de la red del Estado, sean estos voluntarios o sujetos al servicio militar por la ley de reclutamiento, y se repartía en dos secciones:
- 5.ª sección: Norte.
- 8.ª sección: Este, Estado y Norte.

## Personalidades de la compañía
- James de Rothschild (1792-1868): banquero, fundador de la compañía en 1845.
- Jules Petiet (1813-1871): ingeniero jefe, director de la explotación y director de material de la Compañía de 1846 a 1871.
- Charles-Urbain Bricogne (1816-1898): ingeniero jefe del material, inventor del freno Bricogne.
- Charles Albert Dehaynin (1841-1908): administrador (será también presidente de la Compañía de los Ferrocarriles del Estado Argelino).
- Albert Sartiaux: politécnico e ingeniero de puentes y caminos. Comenzó su carrera en el «servicio vial» en 1893, hasta llegar a ser una de las personalidades destacadas como director de la explotación.
- Gaston du Bousquet: ingeniero jefe de tracción, inventor de locomotoras.

## Objetos conmemorativos
La numismática ferroviaria representa la Compañía del ferrocarril del Norte a través de varias medallas con ocasión de actos oficiales:
- 1846: inauguración.
- 1846: inauguración (banquete de Lille).
- 1846: inauguración (duques de Nemours y de Montpensier).
- 1846: inauguración (ferrocarril de Amiens).
- 1848: incendio de la estación del Norte en Lille (2 medallas de la misma temática).
- 1857: inauguración de la línea de París a Beauvais.
- s.f.: dieta por asistencia al consejo de administración de la compañía.

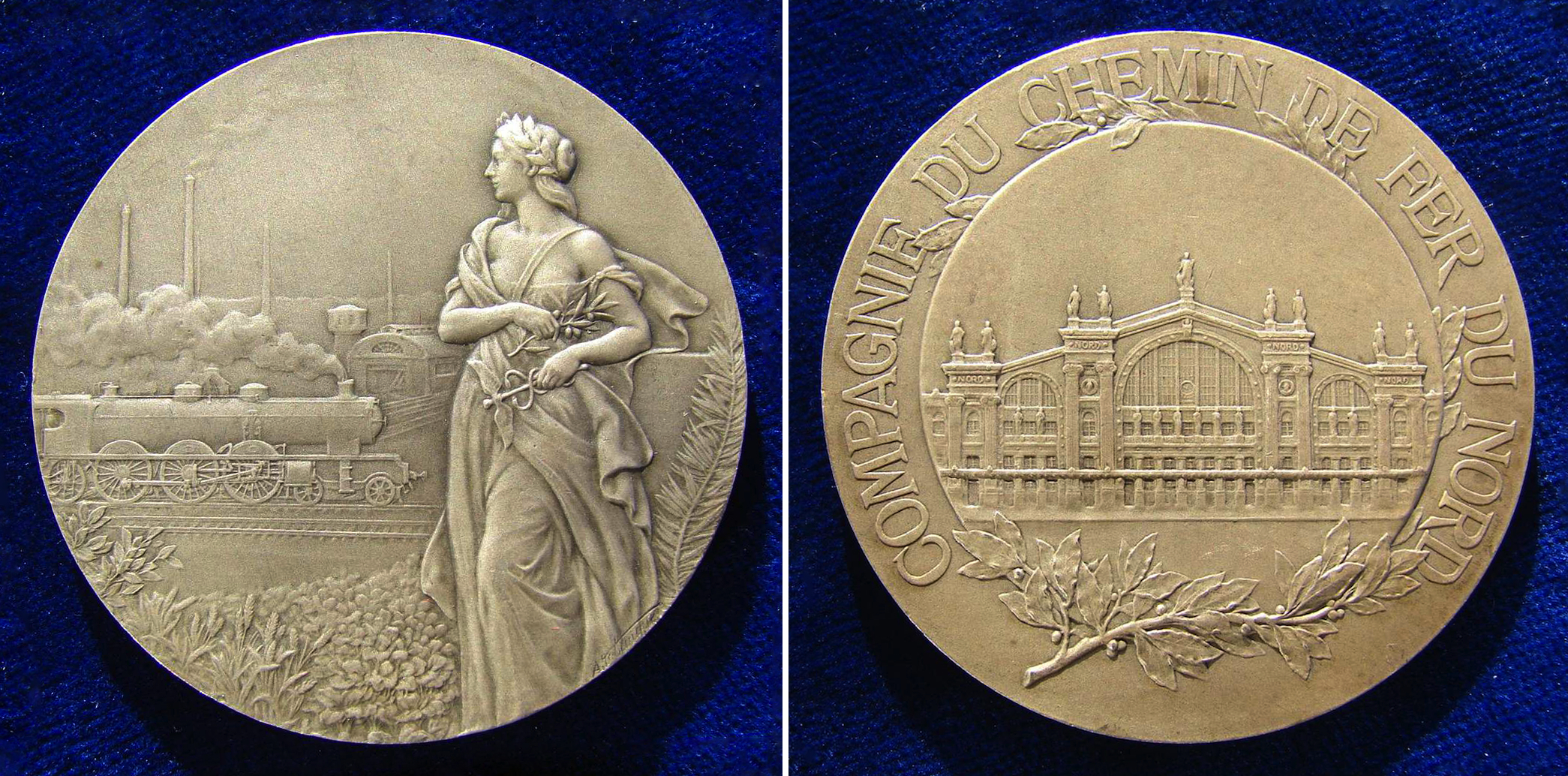
Medalla de París-Norte / Locomotora clase 231 (Pacific).

Con objeto de un evento de carácter social (lista no exhaustiva):
- 1929: Estación floreada.
- 1932: Competición de natación.
- 1935: Concurso hípico.
- 1934: Premio a un jefe de estación.
- 1936: Regatas de Enghien.
- s.f.: Asociación de Amigos del Ferrocarril del Norte.